# ニュイ
『ニュイ』は、2021年12月8日にNEHAN RECORDSよりリリースされたパスピエのメジャー7枚目のフルアルバム。

## 概要
前作『synonym』から1年ぶりのフルアルバム。通常盤と初回限定盤、ファンクラブ限定で初回限定盤とオリジナルロングスリーブTシャツ、特製ステッカーがセットのP.S.P.E盤（BOX仕様）が発売。初回限定盤とP.S.P.E盤には「2021年7月10日 PSPE TOUR 2021 KAIKO at Zepp DiverCity (TOKYO)」を収録したBlu-ray Discが付属。
アルバムタイトルは、ボーカルの大胡田が『フランスの配色』という本を読んでいた際に「ブルー・ニュイ」という色を見つけ、「ニュイ」という言葉の音とカタカナ表記の面白さが気に入ったことからアルバムタイトルに採用した。また、フランス語で「夜」を意味するこの言葉から、「これから先が明るくありますように」という願いも込められている。
コロナ禍で活動を伝える手段の一つであるライブが難しくなった代わりに、シングルを多くリリースした。
『more humor』以来再びドラムの佐藤謙介が参加している。
リリースライブイベント “unit”が2021年11月22日にTOKIO TOKYOにて開催。P.S.P.E会員限定で10名の観覧者が招待され映像収録。その後12月15日から2022年1月4日まで一般販売された。

## 収録曲
| 全作曲: 成田ハネダ、全編曲: パスピエ。 |                          |                          |            |      |
| #                                      | タイトル                 | 作詞                     | 作曲・編曲 | 時間 |
| 1.                                     | 「深海前夜」             | 大胡田なつき             | 成田ハネダ | 1:55 |
| 2.                                     | 「アンダスタンディング」 | 大胡田なつき、成田ハネダ | 成田ハネダ | 3:45 |
| 3.                                     | 「ミュージック」         | 大胡田なつき、成田ハネダ | 成田ハネダ | 3:31 |
| 4.                                     | 「雨燕」                 | 大胡田なつき             | 成田ハネダ | 3:07 |
| 5.                                     | 「影たちぬ」             | 成田ハネダ               | 成田ハネダ | 3:37 |
| 6.                                     | 「見世物」               | 大胡田なつき             | 成田ハネダ | 3:07 |
| 7.                                     | 「グッド・バイ」         | 成田ハネダ               | 成田ハネダ | 3:49 |
| 8.                                     | 「はらりひらり」         | 大胡田なつき             | 成田ハネダ | 2:27 |
| 9.                                     | 「言わなきゃ」           | 大胡田なつき、成田ハネダ | 成田ハネダ | 3:57 |
| 10.                                    | 「BLUE」                 | 大胡田なつき             | 成田ハネダ | 3:50 |
| 11.                                    | 「PLAYER」               | 大胡田なつき             | 成田ハネダ | 4:23 |
| 合計時間:                              | 合計時間:                | 合計時間:                | 37:28      |      |

## 特典Blu-ray Disc
初回限定盤とP.S.P.E盤に付属。「2021年7月10日 PSPE TOUR 2021 KAIKO at Zepp DiverCity (TOKYO)」を収録。
| 全作曲: 成田ハネダ、全編曲: パスピエ。 |                    |                          |            |
| #                                      | タイトル           | 作詞                     | 作曲・編曲 |
| 1.                                     | 「ONE」            | 大胡田なつき             | 成田ハネダ |
| 2.                                     | 「オレンジ」       | 大胡田なつき             | 成田ハネダ |
| 3.                                     | 「プラットホーム」 | 大胡田なつき             | 成田ハネダ |
| 4.                                     | 「スーパーカー」   | 大胡田なつき             | 成田ハネダ |
| 5.                                     | 「ユモレスク」     | 大胡田なつき             | 成田ハネダ |
| 6.                                     | 「とおりゃんせ」   | 大胡田なつき             | 成田ハネダ |
| 7.                                     | 「まだら」         | 大胡田なつき             | 成田ハネダ |
| 8.                                     | 「人間合格」       | 大胡田なつき             | 成田ハネダ |
| 9.                                     | 「影たちぬ」       | 成田ハネダ               | 成田ハネダ |
| 10.                                    | 「音の鳴る方へ」   | 大胡田なつき、成田ハネダ | 成田ハネダ |
| 11.                                    | 「チャイナタウン」 | 大胡田なつき             | 成田ハネダ |
| 12.                                    | 「アンサー」       | 大胡田なつき             | 成田ハネダ |
| 13.                                    | 「真昼の夜」       | 成田ハネダ               | 成田ハネダ |
| 14.                                    | 「煙」             | 大胡田なつき             | 成田ハネダ |
| 15.                                    | 「tika」           | 大胡田なつき、成田ハネダ | 成田ハネダ |
| 16.                                    | 「SYNTHESIZE」     | 成田ハネダ               | 成田ハネダ |
| 17.                                    | 「始まりはいつも」 | 大胡田なつき             | 成田ハネダ |
| 18.                                    | 「つくり囃子」     | 大胡田なつき             | 成田ハネダ |
| 19.                                    | 「グッド・バイ」   | 成田ハネダ               | 成田ハネダ |
| 20.                                    | 「Q.」             | 大胡田なつき、成田ハネダ | 成田ハネダ |
| 21.                                    | 「トキノワ」       | 大胡田なつき             | 成田ハネダ |

## 楽曲解説
1. 深海前夜
  - オーケストラのハーモニー感をバンドで表現した[3]。
2. アンダスタンディング
  - 2021年9月15日リリースの配信限定シングル。「今までやってないジャンルは何だろう？」という発想からメロコアに至り、メロコアを母体にギターを前面に出し音圧とビートチェンジでうねりを作った[6][3]。
3. ミュージック
  - 2021年8月25日リリースの配信限定シングル。楽曲の構想は『&DNA』の頃から存在していた[6]。
  - トラックサウンドとバンドの共存を目指して制作した「one」からの流れにある曲[3]。
4. 雨燕
  - サビのモチーフは5年以上昔からあり、アレンジは50回以上試行錯誤した[3]。
  - オリエンタル感、レトロ感を意識したフレーズや音色に加え、転調が多い[3]。
5. 影たちぬ
  - 2021年7月14日リリースの配信限定シングル。
  - 元々サビのメロディはイントロにする予定だったがディレクターのアドバイスで構成し直した。そこから谷山浩子の世界観を意識している[7]。
  - 「グッド・バイ」と同時期に制作。メジャーコードとマイナーコードを交互にしたり、リバーブで浮遊感を出している。
6. 見世物
  - 2021年10月27日リリースの配信限定シングル。プログレを意識して作られた[3]。
  - 全楽器は一発録りでレコーディングし、成田の提案で落語の「頭山」をモチーフに大胡田が作詞した[3]。
7. グッド・バイ
  - 2021年5月26日リリースの配信限定シングル。MVも制作された。
  - ニュー・ウェイヴと歌謡曲のメロディを合わせている[3]。
8. はらりひらり
  - 「(dis)communication」の延長線にありトラックメイカーの影響が出ている曲。抑揚をつけるためリズムのアプローチやリバーブの強弱など今まで挑戦してなかった打ち込みの要素を出している[3]。
9. 言わなきゃ
  - 2021年10月6日リリースの配信限定シングル。シンプルなギターロックを目指し、キーボードは控えめにしている[3]。
10. BLUE
  - ドラムとベースはひとつの音を3つに分割し、違う音色を組み合わせて1音を作っている[3]。
11. PLAYER
  - 2021年11月24日リリースの配信限定シングル。前作『synonym』からあった[8]。
  - SF映画を観て“昔から見た近未来感”みたいな曲を作りたいと制作[7]。
  - ジャケットやリリックビデオに使用されている写真は大胡田による[9]。

## クレジット
- 大胡田なつき：ボーカル
- 成田ハネダ：キーボード、プログラミング
- 三澤勝洸：ギター
- 露崎義邦：ベース
- 佐藤謙介：ドラムス（#2、3、4、5、6、9）